# The Union
The Union é um álbum de estúdio de Elton John lançado em outubro de 2010. O álbum foi produzido por Henry Burnett e conta com a participação de Leon Russell.

## Faixas
Todas as canções compostas por Elton John e Bernie Taupin:
1. "If It Wasn't For Bad"
2. "Eight Hundred Dollar Shoes"
3. "Hey Ahab"
4. "Gone To Shiloh"
5. "Hearts Have Turned To Stone"
6. "Jimmie Rodgers' Dream"
7. "There's No Tomorrow"
8. "Monkey Suit"
9. "The Best Part Of The Day"
10. "A Dream Come True"
11. "I Should Have Sent Roses"
12. "When Love Is Dying"
13. "My Kind Of Hell"
14. "Mandalay Again"
15. "Never Too Old (To Hold Somebody)"
16. "In The Hands Of Angels"